# 山本正美 (作曲家)
山本 正美（やまもと まさみ、1932年（昭和7年）12月25日 - 2003年（平成15年）4月12日）は、日本の作曲家。山本直純の妻。作曲家の山本純ノ介は長男、チェリストの山本祐ノ介は二男。東京藝術大学作曲科卒業。1981年、48歳にして長男の純ノ介と共に東京藝術大学大学院に入学し、話題となった。

## 人物
岡本 正美（おかもと まさみ）名義で交響曲から歌曲・合唱曲まで幅広く手がけたが、その作風は、夫・直純の大衆に幅広く受け入れられるような作風とは違い、やや難解と見られがちな前衛風な響き、構成の作品が多い。上皇后美智子の詞に曲づけした「ねむの木の子守歌」が一般的によく知られている。
遠縁に吉永小百合がいる（山本正美の妹の夫の母が、吉永の母の従兄弟の妻と姉妹同士）
という情報があるが、事実ではない。山本正美（旧姓.岡本）は３姉妹の３女で妹は存在しない。
また、佐良直美も遠縁にあたる（佐良の母方の大伯父である山口彰夫の妻と、吉永の母が姉妹同士）
という点も、吉永小百合との遠縁関係がないので事実とは異なる。

## 代表的な作品
- ねむの木の子守歌
- 交響曲第1番『ジーザス・クライスト』
- 交響曲第2番『はじめの園』
- 交響曲第3番『ノアの方舟』
- 交響曲第4番『アブラハムの聖召』
- 交響曲第5番『エキソドス（出エジプト記）』
- 交響曲第6番『ゴールデンスパーク』
- 交響曲第7番
- 交響組曲『日本のリズム』（スプリング・ハズ・カムを含む）3部作
- チェロ協奏曲（第3楽章のみ独立して「アレグロ・アラ・ターラ」としてLPレコード化されている）
- チェロ独奏の為の「エル・エム・ヘヴン」
- 短歌による女声三部合唱曲「軽井沢の四季」（その1、その2）